# 多配偶制

多配偶制在世界各地的合法性

多重配偶制，简称多偶制，是指在婚姻裡至少一方有多於一個配偶的制度，与单偶制相对。依據各方人數可分爲單複制與雙複制，單複制依據性別可分爲一夫多妻制與一妻多夫制。多偶通常指事實上的婚姻關係，無論法律或當局是否承認。多偶制有时也被其支持者稱爲复合婚姻，但在僅准許單配偶制的社会中，实践多偶制可能会被认定为重婚而遭到起訴。
在容許多偶的社會中，絕大多數只接受一夫多妻制。人類關係區域檔案（1988）所記載的1231个社会中，588个常有一夫多妻制，453个偶尔有一夫多妻制，186个為一夫一妻制，4个有一妻多夫制——然而新近研究表明一妻多夫制比此前的認識更為普遍。多偶制在所在文化中的流行通常與社會階層和社会经济地位相關。
多偶制如今在西非和中非最為普遍，主要體現為一夫多妻制。世界上多偶制最盛行的國度據估計是布吉納法索、马里、冈比亚、尼日尔和奈及利亞。

## 形式
- 雙複制：
  - 群婚
  - 多元之愛
- 單複制：
  - 一夫多妻制
  - 一妻多夫制
- 重婚（即違反雙單制）

## 概念區分
多偶制（Polygamy）常與非一對一伴侶關係（Non-monogamy）混淆并用。多偶制專指配偶，即正式或事實上的結合，包括當局登記承認、社會或身邊人共有認知的結合。而非一對一伴侶關係則涵蓋正式與非正式、結合與非結合的親密、戀愛、浪漫或性關係。因而多偶制是非一對一伴侶關係的一個子類。

## 現況

### 多元之愛
2017年，加利福尼亚州首度有三位男子在其嬰孩的出生證明上一并登記為父親。2018年6月，紐芬蘭與拉布拉多省一個法庭承認三位未婚的成年人是他們所組成的多元之愛家庭的孩子的合法父母；据信是爲加拿大司法首例。此三成年人包括孩子的生母與兩位男子。2021年4月，不列颠哥伦比亚省最高法院宣判一位女子是一個三角家庭的第三合法父母。
2020年6月，麻薩諸塞州萨默维尔市議會票決承認該市的多元家庭伴侶關係，為全美第一。2021年3月，麻薩諸塞州劍橋市議會修改該市法律，規定家庭伴侶關係不必僅限於二位伴侶，次月該州阿靈頓鎮亦作同樣的批准。